# Arroyo Almuguera
El arroyo Almuguera es un curso de agua del norte de la península ibérica, afluente del Jalón por su margen derecha. Discurre por la provincia española de Soria.

## Curso
Discurre por la provincia de Soria. El arroyo, que nace al sur de la localidad de Chaorna, fluye en dirección norte, pasa cerca de Montuenga de Soria y termina por desembocar en el río Jalón. Aparece descrito en el segundo volumen del Diccionario geográfico-estadístico-histórico de España y sus posesiones de Ultramar de Pascual Madoz de la siguiente manera:

ALMOGUERA: r. llamado también por algunos Usera, que nace al S. de Chaorna prov. de Soria, part. jud. de Medinaceli: baña por el espacio de 3/4 de hora el térm. del lugar de su nacimiento, sale de él por la parte del N. entrando en el de Montuenga, y después de haber recorrido este durante 1/2 legua, vierte sus aguas en el r. Jalón, incorporándoselo antes algunos arroyos do poca nombradia. Este r., en el térm. de Chaorna, lleva el nombre Osera, y no toma el de Almoguera hasta que llega á dicho térm. de Montuenga. Los vec. de los dos pueblos porque cruza, utilizan sus aguas para regar unas 120 fan. de tierra destinadas la mayor parte á legumbres y hortalizas, haciendo al intento sangrias en los puntos suficientemente elevados, para poderlas conducir á las tierras destinadas á aquellas producciones. No le cruzan otros puentes que algunos formados de maderos cubiertos de ramage y tierra, que sirven para el paso de los peones, pues es vadeable en todos los puntos en que el terreno ó las marg. lo permiten.
(Madoz, 1845, p. 165)

Las aguas del río, perteneciente a la cuenca hidrográfica del Ebro, acaban vertidas en el mar Mediterráneo.